# Priscula venezuelana
Priscula venezuelana är en spindelart som beskrevs av Simon 1893. Priscula venezuelana ingår i släktet Priscula och familjen dallerspindlar.
Artens utbredningsområde är Venezuela. Inga underarter finns listade i Catalogue of Life.